# Geer

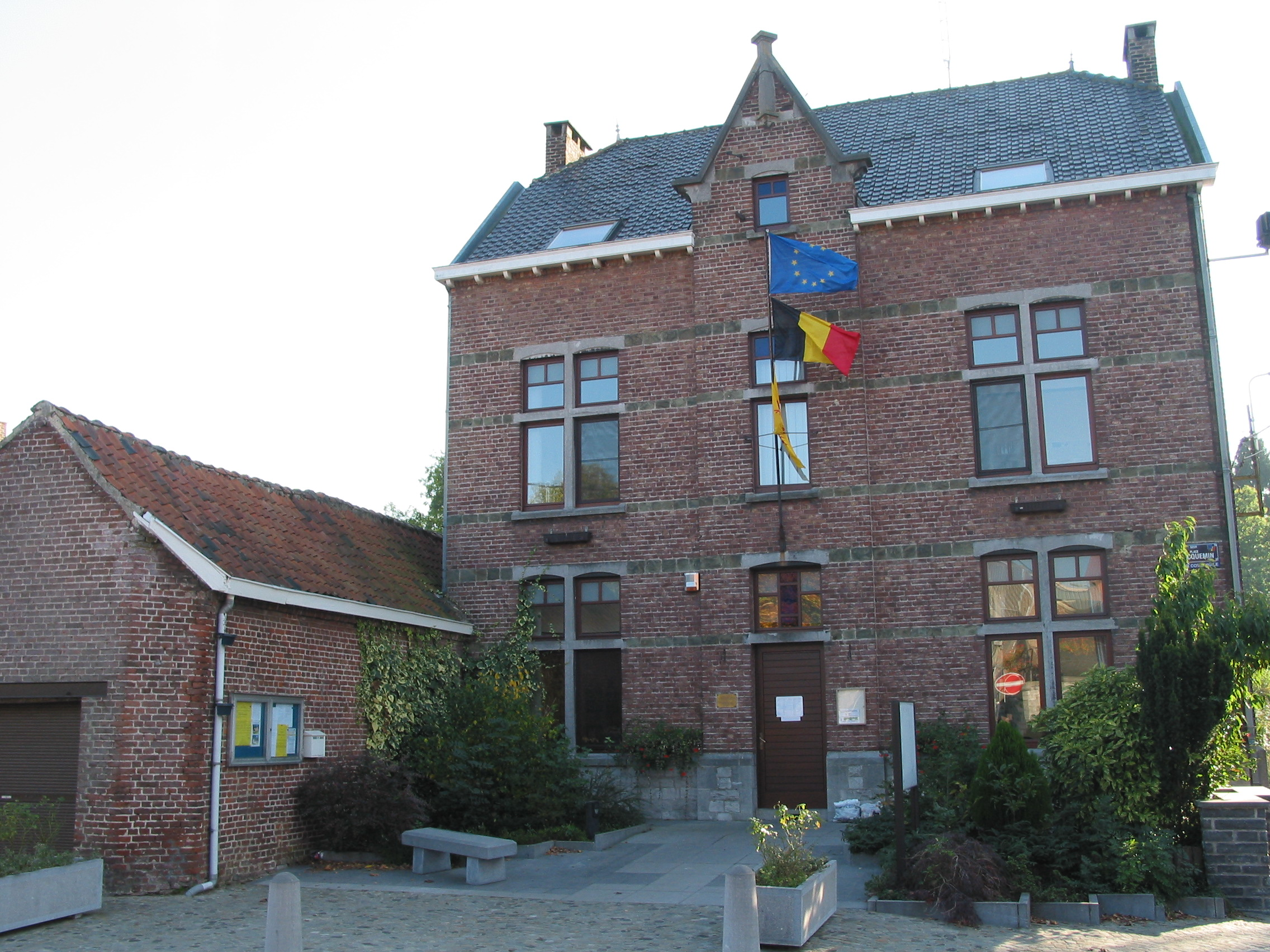
Tòa thị chính.

Geer là một đô thị ở tỉnh Liege, vùng Wallonie, Bỉ. Tại thời điểm ngày 1 tháng 1 năm 2006, Geer có tổng dân số 2.854 người. Tổng diện tích là 23,62 km² với mật độ dân số 121 người trên mỗi km². Geer nằm dọc theo sông Jeker, có tên là Geer trong tiếng Pháp.